# 周胜坤
周胜坤（19世纪—1856年），太平天国将领。清代广西省人。
周胜坤原来是典当商，早年参加拜上帝会。1850年授左一军副典圣库，参加金田起义。1853年升炎二正将军，率军攻镇江、扬州、瓜州一带。12月攻打三叉河，参与救援扬州有功，加授恩赏丞相。1854年5月，升为夏官又正丞相，镇守安徽庐州府。1856年4月，周胜坤守卫江苏镇江汤头，与清军战斗，战败阵亡。